# 楞伽師資記
『楞伽師資記』（りょうがしじき）は、浄覚（玄賾の弟子）によって書かれた中国禅宗の灯史。全1巻。
『楞伽経』を主な経典とする楞伽宗（初期禅宗）の歴史が書かれており、楞伽経の翻訳者である求那跋陀羅から、普寂らに至るまでの禅宗北宗系の人物が書かれている。
成立年には景龍2年（708年）頃説と、開元4年（716年）頃説がある。
敦煌文献・チベット文献に、部分で存在する。

## 内容
1. 求那跋陀羅 - 『楞伽経』翻訳者
2. 菩提達磨 - 禅宗初祖
3. 慧可 - 禅宗二祖
4. 僧璨 - 禅宗三祖
5. 道信 - 禅宗四祖
6. 弘忍 - 禅宗五祖
7. 神秀 - 禅宗北宗初祖・玄賾・慧安
8. 普寂 - 禅宗北宗二祖・敬賢・義福・恵福

## エディション
- 『大正新脩大蔵経』85巻、古逸部所収、No.2837

### 翻訳
- 『禅の語録 2』（柳田聖山訳、筑摩書房、1969年）
- 『禅の夜明け』（J.C.クリアリー英訳、柏木栄里子訳、ナチュラルスピリット、2019年）